# ヘンリー・ペロネ・ブリッグス

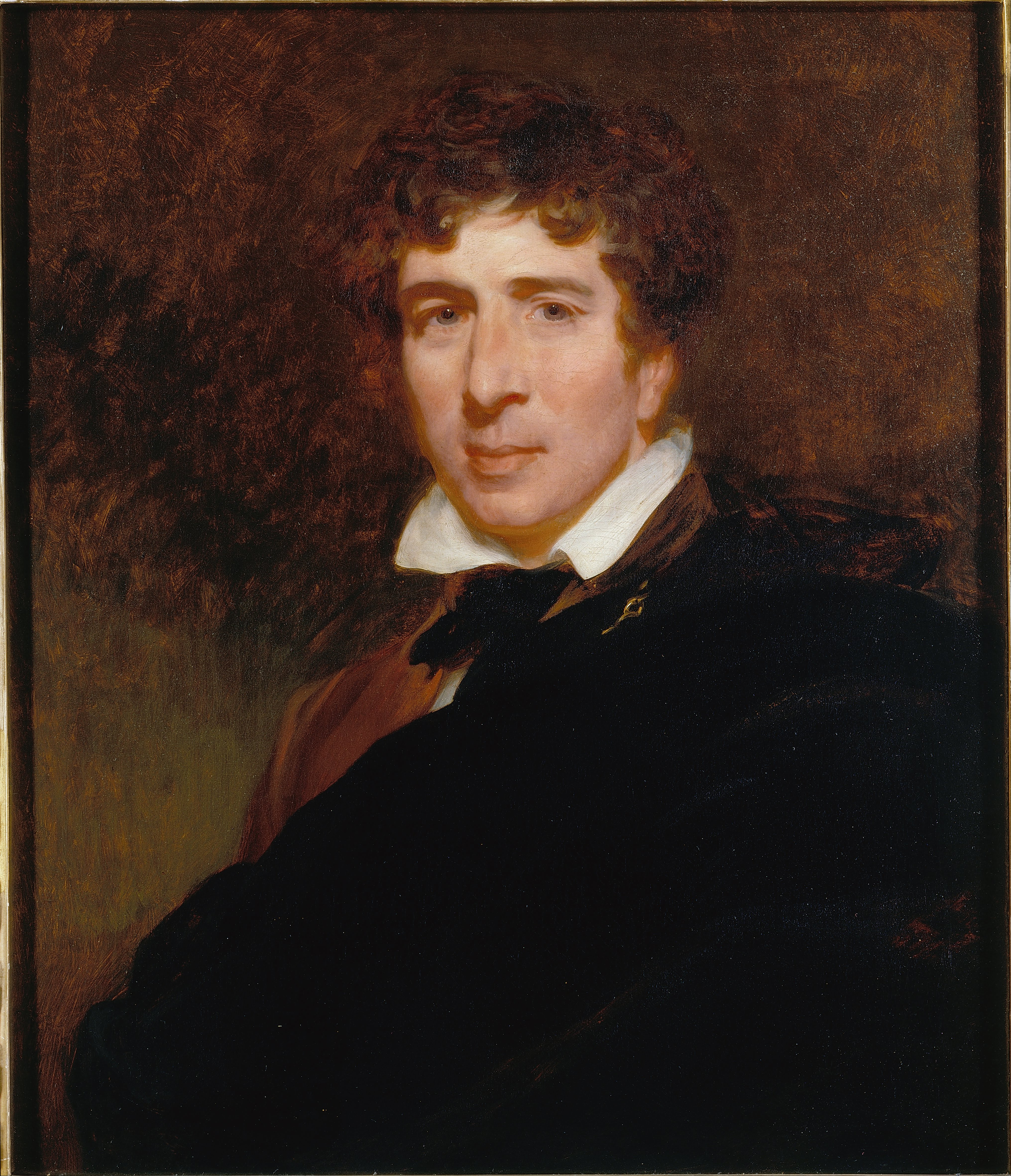
ヘンリー・ペロネ・ブリッグス作　チャールズ・ケンブル（俳優）の肖像画

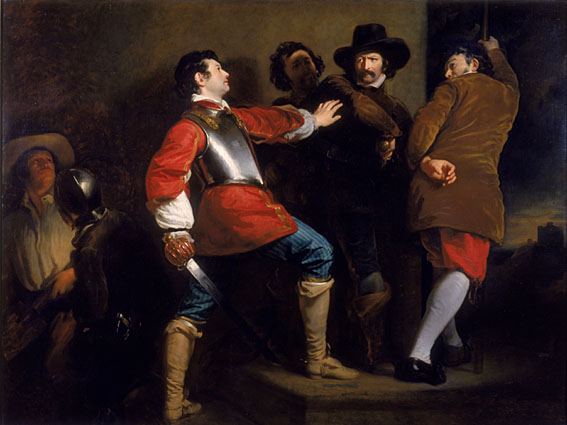
『火薬陰謀事件の発見』 (1823年頃)

ヘンリー・ペロネ・ブリッグス （1793年 - 1844年1月18日、英語: Henry Perronet Briggs）は、イギリスの肖像画家および歴史画家である。

## 略歴
イングランドのダラム州ウォルワースに生まれる。従姉に王立芸術院教授のジョン・オーピーの妻であるアメリア・オーピーがいる（ブリッグスはのちにジョン・オーピーの肖像画を描いている）。エセックス州エッピングの学校に在籍中、ジ・ジェントルマンズ・マガジンに2点の版画作品を送っており、1811年に王立芸術院の生徒として入学する。王立芸術院は彼が1814年に作品展示を開始した場所である。それ以降から没するまで英国芸術振興会だけでなく、年に1度行われる芸術院の展示会にもずっと出品し続け、彼の絵画の殆どが歴史に纏わる題材であった。1832年の王立芸術院会員選出後、彼の関心の殆どは肖像画へと移っていった。
1844年1月18日、ロンドンにて結核のため50ないし51歳で没する。その後、バークリー広場のブルートン通りにある自宅への賃貸借契約権を肖像画家のトーマス・ヘンリー・アイリッジが購入した。
ブリックスの従弟である英国王立薬剤師協会の創設者であるジェイコブ・ベルは子供の頃に芸術家から絵画の授業を受けていた。ベルは数枚の芸術作品を依頼、その人脈がブリックスにジョン・オーピー（ジョン・ベル・アンド・カンパニー） や聖ウィルフリッド/聖ヒルダ支援協会の初代会長であるウィリアム・アレンの肖像画を描かせることを可能にしたのである。またブリッグスは協会会員証のデザインも担当した。画家のトーマス・フランシス・ディックシーはブリックスの門下生であった。

## 作品
1826年か1827年に王立芸術院で初めて展示されたブリックスの2枚の歴史絵画である『スペインとペルー人との最初の出会い』（First Conference between the Spaniards and Peruvians)』と『ジュリエットとその乳母（Juliet and the Nurse）』は現在ロンドンのテート・ブリテンに所蔵されている。生涯で描いた最も大きな絵画となる『クイーン・シャルロット号でハウ伯爵に剣を進呈するジョージ3世（George III presenting the Sword to Lord Howe on board the Queen Charlotte）』は当初は英国芸術振興会が購入後にグリニッジ病院に進呈され、現在は国立海事博物館に所蔵されている。様々なシェイクスピア作品の場面を描いた中でより成功を収めたのは『デズデモーナに自身の冒険について説明するオセロ（Othello relating his adventures to Desdemona）』であると言えるかもしれない。数多くある肖像画の中で最も優れているのは、おそらく初代エルドン伯爵ジョン・スコットの肖像画である。さらに彼はインド人指導者のラーム・モーハン・ローイの肖像画も制作した。
小説家のウィリアム・メイクピース・サッカレーはブリックスを「肖像画家として最高峰の存在」として高く評価した。それにも拘わらず、ウォーリック・ウィリアム・ロスによる英国人名事典（1886年発行）では「ブリックスが描いた絵画は構成上の長所がない訳ではないが、最高級の芸術作品に属するとまでは言えない」といったより慎重な論評を行っている。

### 帰属
この記事はパブリックドメインの辞典本文を含む: "Briggs, Henry Perronet". Dictionary of National Biography (英語). London: Smith, Elder & Co. 1885–1900. 